# Bernabé Cobo

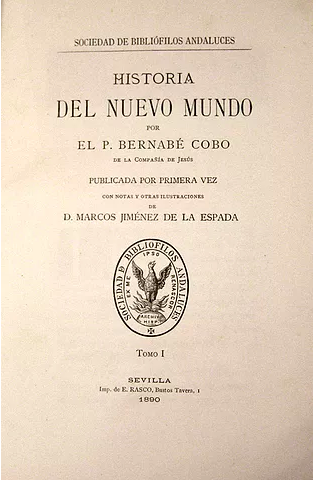
Historia del nuevo mundo de Bernabé Cobo.

Bernabé Cobo y Peralta, S. J. (Lopera, Jaén, Corona de Castilla; 1582-Lima, Virreinato del Perú; 9 de octubre de 1657) fue un cronista, científico y sacerdote jesuita español.

## Biografía
Sus padres fueron Juan Cobo y Catalina de Peralta. A los 15 años embarcó para América y tras recorrer las Antillas, Guatemala, Nueva Granada y Venezuela se dirigió al Perú, llegando a Lima en 1598. Ingresó en el Colegio Real de San Martín, de la Compañía de Jesús, en 1599, según Rubén Vargas Ugarte, en calidad de fámulo dado que no figura en el catálogo de alumnos regulares, posiblemente gracias a la protección del padre Esteban Páez, visitante de la Compañía de Jesús, al que conoció durante la travesía desde Panamá. 
Ingresó a la Compañía de Jesús (1601) e hizo sus primeros votos (1603), para completar sus estudios de Humanidades, cursando Filosofía y Teología en el noviciado de la Compañía y en el Colegio Máximo de San Pablo. Trasladado al Cuzco (1609), se ordenó de sacerdote en 1612. En el Cuzco aprendió la lengua quechua y posteriormente aimara (Franke, 2019). De regreso a Lima, fue destinado al Colegio Jesuita de Juli (1616) y tuvo oportunidad de conocer Potosí, Cochabamba y La Paz. En 1619 fue nombrado Rector del Colegio Jesuita de Arequipa, luego se trasladó al Colegio Jesuita de Pisco (1622), se encontraba en Trujillo hacia 1627 y finalmente se le nombró Rector del Colegio del Callao (1630). 
En 1631 fue enviado a México donde permaneció hasta 1642, ocupado en completar la obra que se hallaba escribiendo. A su regreso al Perú, residió en el Colegio de San Pablo, y algunos años en el Callao, hasta su fallecimiento.
Demostró una gran inclinación cultural, y especial por la historia y la historia natural de América. Se dedicó decididamente a ellos desde 1612, lo que al comienzo le generó algunos conflictos con sus superiores (Franke, 2019). En su obra Historia del Nuevo Mundo hace importantes aportes a las ciencias naturales, especialmente a la botánica. Esta obra fue hallada en la Biblioteca de la Iglesia de San Ocacio en Sevilla en 1893 de la cual sólo se ha podido publicar el primer tomo y parte del segundo. El tercer tomo que trata sobre México no ha sido hallado. En el primer tomo es de particular relevancia la descripción detallada que hace del sistema de ceques del Cuzco y otros valiosos datos sobre la civilización incaica proporcionados por su informante Alonso Topa Atau, descendiente de Huayna Cápac.
Tomó apuntes durante casi toda su vida para su obra Historia del Nuevo Mundo, principalmente en México, pero la revisó y terminó en Lima concluyendo con el Prólogo al Lector, firmado el 7 de julio de 1653. El  manuscrito permaneció inédito hasta que fue publicada en 1890. Se considera una de las mejores Historias Naturales de Indias que se conservan. (Franke, 2019)

## Obras
- Descripciones del Callao
- Historia de la fundación de Lima
- Historia del Nuevo Mundo (1653, publ. 1890-1893)[1]

1974   Quechua del Callejón de Huaylas.  3.ª Ed. Huaraz: Estudios Culturales Benedictinos c. 1650